# گوهرن (روگن)
گوهرن (به آلمانی: Göhren) یک شهر در آلمان است که در فرپومرن-روگن واقع شده‌است. گوهرن ۱٬۲۷۸ نفر جمعیت دارد.

## خواهرخوانده
شهر گلوکسبورگ خواهرخواندهٔ گوهرن (روگن) هست.